# Duchi dell'Arcipelago
Questo è un elenco dei Duchi di Nasso o dell'Arcipelago dal fondatore Marco I Sanudo, che si appropriò delle isole durante la Quarta crociata, a Giuseppe Nasi, il marrano portoghese che venne nominato dal sultano ottomano Selim II nuovo duca dopo la deposizione (1566) dell'ultimo duca cristiano Giacomo IV Crispo.

## Elenco
| Sovrano                         | Anni      | Note                                                   |
| ------------------------------- | --------- | ------------------------------------------------------ |
| Dinastia Sanudo (1207 - 1383)   |           |                                                        |
| Marco I                         | 1207–1227 | fondatore del Ducato di Nasso                          |
| Angelo                          | 1227-1262 |                                                        |
| Marco II                        | 1262-1303 |                                                        |
| Guglielmo I                     | 1303-1323 |                                                        |
| Niccolò I                       | 1323-1341 |                                                        |
| Giovanni I                      | 1341-1361 |                                                        |
| Fiorenza                        | 1361-1371 | sposa .... Dalle Carceri                               |
| Niccolò II                      | 1364-1371 |                                                        |
| Niccolò III                     | 1371-1383 |                                                        |
| Dinastia Crispo (1383 - 1566)   |           |                                                        |
| Francesco I                     | 1383-1397 |                                                        |
| Giacomo I                       | 1397-1418 |                                                        |
| Giovanni II                     | 1419-1437 |                                                        |
| Giacomo II                      | 1437-1447 |                                                        |
| Gian Giacomo                    | 1447-1453 |                                                        |
| Guglielmo II                    | 1453-1463 |                                                        |
| Francesco II                    | 1463      |                                                        |
| Giacomo III                     | 1463-1480 |                                                        |
| Giovanni III                    | 1480-1494 |                                                        |
| Francesco III                   | 1500-1511 |                                                        |
| Giovanni IV                     | 1517-1564 |                                                        |
| Giacomo IV                      | 1564-1566 |                                                        |
| Occupazione Turca (1566 - 1720) |           |                                                        |
| Giuseppe Nasi                   | 1566-1579 | ultimo duca, nominato dal sultano Selim II             |
| Gașpar Graziani                 | 1579-1619 | nominato dalla Repubblica di Venezia, titolo onorifico |